# Etheostoma aquali
The Coppercheek darter (Etheostoma aquali) là một loài cá thuộc họ Percidae. Nó là loài đặc hữu của Hoa Kỳ.